# Лучиквай
Лучиквай — деревня в Игринском районе Удмуртии. Входит в Факельское сельское поселение.

## География
Деревня находится в 9 км к северу от районного центра — посёлка Игра — на берегу реки Лучик.

## Улицы
Деревня состоит из одной улицы — Солнечной.

## Население
| 2010 | 2012 |
| ---- | ---- |
| 14   | ↘13  |